# Hermann Lebert
Hermann Lebert (Breslavia, 9 giugno 1813 – Bex, 1º agosto 1878) è stato un medico e naturalista tedesco.

## Biografia
Lebert nacque a Breslavia, studiò medicina e scienze naturali prima a Berlino e successivamente a Zurigo sotto la direzione di Johann Lukas Schönlein. Dopo aver ricevuto il dottorato di medicina (Zurigo, 1834), fece un viaggio per la Svizzera, studiando, in particolare, botanica. Dopo un anno e mezzo studiò a Parigi, in particolare sotto il barone Guillaume Dupuytren e Pierre Charles Alexandre Louis. Nel 1838 si stabilì a Bex. Dal 1842 al 1845 lavorò prevalentemente in anatomia comparata, ispirazione venutagli durante il suo viaggio in una costa della Normandia e nelle Isole del Canale con Charles-Philippe Robin. Su un mandato governativo, raccolse degli esemplari che sarebbero andati presso il Musée Orfila. Dopo un soggiorno a Berlino durante l'inverno del 1845-1846, Lebert si stabilì a Parigi dove dedicò il suo tempo alla scienza, in particolare nella medicina. Nel 1853 accettò un posto come professore di medicina clinica a Zurigo; e sei anni dopo si trasferì a Breslavia, dove svolse lo stesso lavoro. Nel 1874 ritornò a Bex, in Svizzera, dove trascorse il resto della sua vita.
Lebert era tra i primi ad usare il microscopio in anatomia patologica, contribuendo quindi in modo significativo alla patologia e alla medicina clinica.

## Opere principali
- Physiologie pathologique. 2 volumes and atlas. Paris, Baillière, 1845.
- Traité d’anatomie pathologique générale et spéciale. 2 volumi. Paris, Baillière, 1857 e 1861.